# Solanina

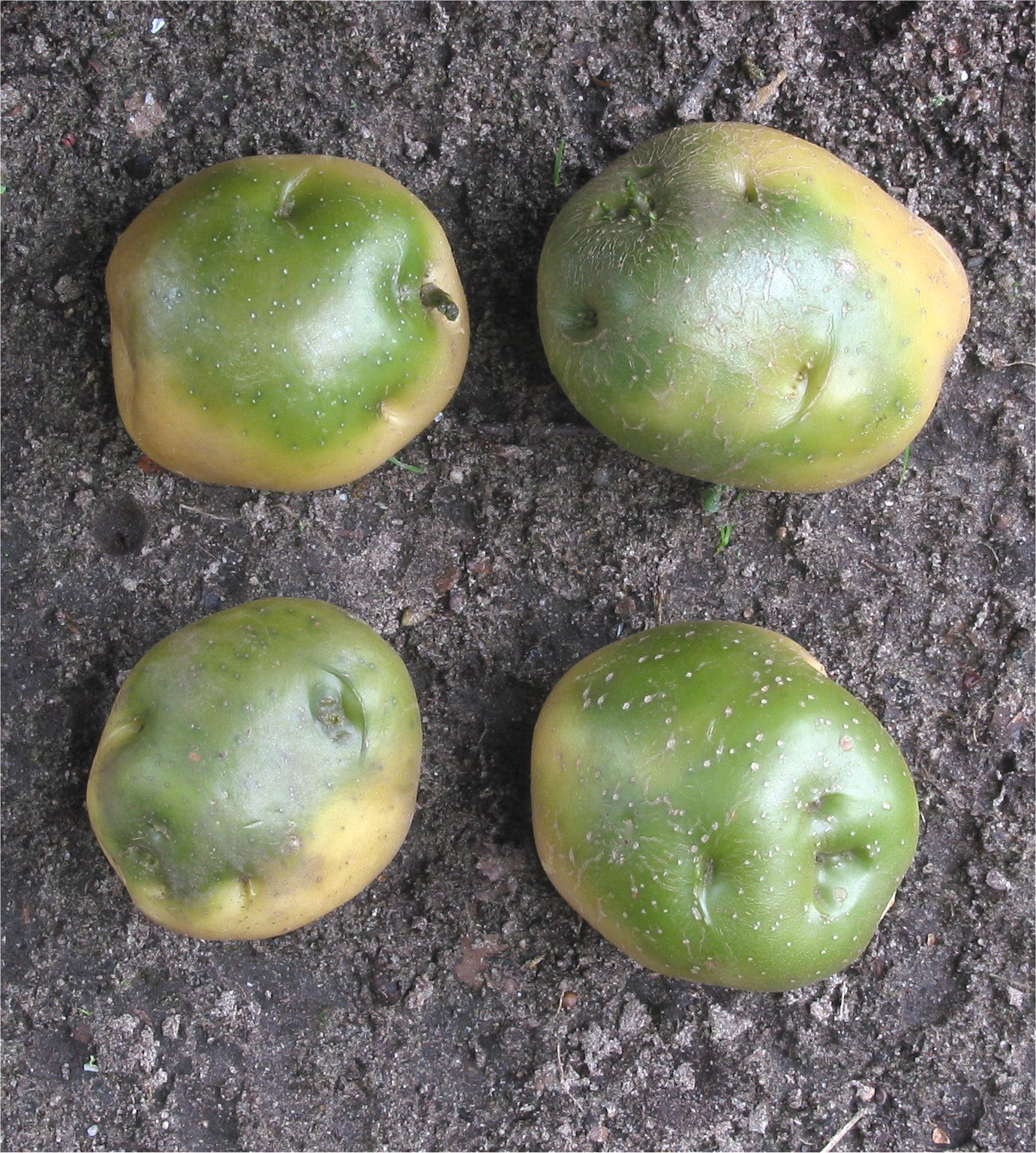
Ziemniaki zazieleniałe na skutek ekspozycji na światło podczas fazy wzrostu mają podwyższoną zawartość solaniny

Solanina – organiczny związek chemiczny, toksyczny glikoalkaloid zbudowany z trisacharydu solatriozy i glikozydu solanidyny. W znacznym stężeniu występuje w pędach roślin psiankowatych.
Spożyta, np. z kiełkującymi ziemniakami, może spowodować poważne zatrucia pokarmowe. Znajduje się ona w największym stężeniu w owocach ziemniaka (małe zielone kulki jesienią). Niewskazane jest jedzenie ziemniaków o zielonym miąższu. Zazielenienie takie powstaje, gdy bulwa ziemniaka w fazie wzrostu zostanie odsłonięta i wyeksponowana na promienie słoneczne i jest sygnałem, że ziemniak taki zawiera solaninę o podwyższonym stężeniu.
Spożycie znaczących ilości solaniny może spowodować poważne zaburzenia żołądkowo-jelitowe. Objawy zatrucia, to głównie nudności, wymioty, kolka, biegunka i w ciężkich przypadkach może wystąpić depresja ośrodkowego układu nerwowego, śpiączka, napady drgawek i obwodowa niewydolność krążenia. Symptomy pojawiają się zwykle po 4–14 godzinach od spożycia. Zanotowane są także zatrucia śmiertelne, zwykle w ciągu 24 h od spożycia, głównie u osób niedożywionych i nieodpowiednio leczonych.